# Jules de Montpellier d'Annevoie
Jules Augustin Paul Ghislain de Montpellier d'Annevoie (Annevoie-Rouillon, 18 augustus 1838 - Denée, 23 november 1908) was een Belgisch volksvertegenwoordiger en burgemeester.

## Levensloop
Hij was het zesde en jongste kind van Frédéric de Montpellier (1796-1877) en van Anne-Josèphe Mohimont (1805-1883). Frédéric verkreeg in 1847 adelserkenning en in 1871 de vergunning om d'Annevoie aan zijn familienaam toe te voegen.
Jules trouwde met Marie-Pélagie Céline de Donnea (1843-1911). Ze kregen vier dochters en een zoon die voor nageslacht heeft gezorgd.
Hij promoveerde tot doctor in de rechten aan de Universiteit Luik (1859). 
Van 1874 tot 1884 was hij gemeenteraadslid en burgemeester van Annevoie. Hij verhuisde naar Denée en werd er gemeenteraadslid en schepen van 1885 tot 1890 en burgemeester van 1890 tot aan zijn dood.
Hij werd ook provincieraadslid in 1874 en bleef dit tot in 1890. In 1888 was hij ondervoorzitter van de provincieraad.
In januari 1890 volgde hij de overleden Hadelin de Liedekerke Beaufort op als volksvertegenwoordiger voor het arrondissement Dinant en oefende dit mandaat uit tot in 1900.